# Jürgen Bellers
Jürgen Bellers (* 7. Oktober 1951 in Neviges bei Wuppertal (heute Velbert)) ist ein deutscher Politikwissenschaftler.

## Leben und Wirken
Bellers studierte Internationale Politik, Zeitungswissenschaft, Geschichte, Sozialkunde (Wirtschaftswissenschaft) und Germanistik in München. Ab 1979 war er wissenschaftlicher Mitarbeiter, Hochschulassistent und Hochschuldozent an der Universität Münster. Seit 1994 ist er Professor für Internationale Politik an der Universität Siegen. Er hatte Gastprofessuren in den USA und in der Türkei 1990 und 1996.
Bellers ist Begründer und Mitherausgeber der Zeitschriften Geschichte und Kulturen, Jahrbuch Nordrhein-Westfalen und Jahrbuch für Außenwirtschaftspolitik und Mitglied zahlreicher politikwissenschaftlicher Vereinigungen.
Jürgen Bellers gründete 2012 die Organisation Tradition International, die sich laut Eigendefinition für die Werte Familie, Eigentum und Traditionen starkmacht. Die Organisation setzt sich auch dafür ein, dass homosexuelle Partnerschaften an weiterführenden Schulen nicht als mögliche Partnerschaftsformen dargestellt werden dürfen, weil es sich dabei um eine Menschenrechtsverletzung (Artikel 26, Punkt 3) handele.
2016 zog Jürgen Bellers auf Anraten des Verwaltungsgerichts Arnsberg eine Klage gegen die Beflaggung des Landkreises mit einer Regenbogenfahne zum Christopher Street Day zurück. Bellers argumentierte in seiner Klage, dass die Fahne gegen den Gleichbehandlungsgrundsatz des Grundgesetzes verstieße. Die Richter erklärten jedoch vor dem offiziellen Verhandlungstermin, dass sie keine Verletzung von Bellers Grundrechten sehen.

## Lehr- und Forschungsgebiete
Seine Veröffentlichungen behandeln Politische Philosophie, deutsche und internationale Außenwirtschaftspolitik, deutsche Außenpolitik, Entwicklungspolitik, Europapolitik, Medienpolitik und politische Systeme sowie die Geschichte der Politikwissenschaft als Disziplin.
Besondere Forschungsgebiete und -projekte sind die Evaluation kommunaler Verwaltungen, die Exportberatung für mittelständische Unternehmungen sowie im Rahmen der Arbeitsstelle „Außenpolitik und Ideengeschichte“ außenpolitische Vorstellungen verschiedener politischer Denker, unter anderem Carl Schmitts.
Intensiv beschäftigte er sich im Rahmen seiner Einführung in die Politikwissenschaft auch mit der Geschichte der Disziplin Politikwissenschaft.

## Schriften (Auswahl)
- Joschka Fischer – Minister des Äußersten. Versuch einer Bilanz. Lit Verlag, Berlin 2005, ISBN 3-8258-8740-5.
- Hrsg.: Zur Sache Sarrazin. Wissenschaft – Medien – Materialien. Lit Verlag, Berlin [u. a.] 2010, ISBN 978-3-643-10991-0.
- mit Markus Porsche-Ludwig: Homer oder Homunculus? Verlag Traugott Bautz, Nordhausen 2010, ISBN 978-3-88309-548-6.
- Tausend Jahre deutsche Außenpolitik – kompakt, Verlag Traugott Bautz, Nordhausen 2010, ISBN 978-3-88309-590-5.
- mit Markus Porsche-Ludwig: Tradition und die Grenzen der Politik, Verlag Traugott Bautz, Nordhausen 2010, ISBN 978-3-88309-622-3.
- mit Markus Porsche-Ludwig: Fälle internationaler Konfliktregelung, Verlag Traugott Bautz, Nordhausen 2011, ISBN 978-3-88309-649-0.
- mit Markus Porsche-Ludwig: Gründung und Untergang von Staaten und Kulturen durch Mythen und deren Fehlen, Verlag Traugott Bautz, Nordhausen 2011, ISBN 978-3-88309-627-8.
- Hrsg. mit Markus Porsche-Ludwig: Handbuch der Innen- und Außenpolitik, Verlag Traugott Bautz, Nordhausen 2011, ISBN 978-3-88309-629-2.
- Angela Merkel – „Mehr Freiheit wagen.“ ?  Verlag Traugott Bautz, Nordhausen 2012, ISBN 978-3-88309-779-4.
- mit Markus Porsche-Ludwig: Wie eine Wissenschaft die Erde und sich erhitzt -, Verlag Traugott Bautz, Nordhausen 2012, ISBN 978-3-88309-695-7.
- Hrsg. mit Markus Porsche-Ludwig: Handbuch der Religionen der Welt, Verlag Traugott Bautz, Nordhausen 2012, ISBN 978-3-88309-727-5.
- Hrsg. mit Markus Porsche-Ludwig: Die Tradition des Konservativismus in Vergangenheit und Gegenwart, Verlag Traugott Bautz, Nordhausen 2012, ISBN 978-3-88309-106-8.
- Hrsg. mit Markus Porsche-Ludwig: Was ist konservativ? Eine Spurensuche in Politik, Philosophie, Wissenschaft, Literatur, Verlag Traugott Bautz, Nordhausen 2013, ISBN 978-3-88309-785-5.
- mit Markus Porsche-Ludwig: Wie es in den 50ern wirklich war .... Verlag Traugott Bautz, Nordhausen 2013, ISBN 978-3-88309-791-6.
- Hrsg. mit Markus Porsche-Ludwig und Wolfgang Hinrichs: Eduard Spranger, Verlag Traugott Bautz, Nordhausen 2013, ISBN 978-3-88309-852-4.
- mit Markus Porsche-Ludwig: Die Reise nach dem Ursprung des Seins: Verlag Traugott Bautz, Nordhausen 2014, ISBN 978-3-88309-935-4.
- mit Markus Porsche-Ludwig: Eine andere Geschichte der Bundesrepublik Deutschland von 1945 bis 2015, Verlag Traugott Bautz, Nordhausen 2014, ISBN 978-3-88309-890-6.
- Freiheit zum Guten und zum Schlechten, Verlag Traugott Bautz, Nordhausen 2014, ISBN 978-3-88309-934-7.
- Hrsg. mit Markus Porsche-Ludwig: Der Ukraine-Krieg 2014, Verlag Traugott Bautz, Nordhausen 2014, ISBN 978-3-88309-932-3.
- Hrsg. mit Markus Porsche-Ludwig und Johannes und Karen Bottländer: Katholizismus zwischen Himmel und Erde, Mystik und/oder Welt, Verlag Traugott Bautz, Nordhausen 2015, ISBN 978-3-95948-068-0.
- mit Markus Porsche-Ludwig: Kleines Lexikon religiöser Quertreiber, Verlag Traugott Bautz, Nordhausen 2015, ISBN 978-3-95948-030-7.
- Der WDR und andere Katastrophen, Verlag Traugott Bautz, Nordhausen 2015, ISBN 978-3-95948-023-9.
- mit Markus Porsche-Ludwig: Christliches 30-Tages-Brevier, Verlag Traugott Bautz, Nordhausen 2015, ISBN 978-3-95948-016-1.
- mit Markus Porsche-Ludwig: Maxima Moralia, Verlag Traugott Bautz, Nordhausen 2016, ISBN 978-3-95948-118-2.
- mit Markus Porsche-Ludwig: Lexikon für Theologen und Nicht-Theologen, Verlag Traugott Bautz, Nordhausen 2016, ISBN 978-3-95948-194-6.
- mit Markus Porsche-Ludwig: Stadt und Land Siegen in Geschichte und Gegenwart, Verlag Traugott Bautz, Nordhausen 2017, ISBN 978-3-95948-229-5.
- Hrsg. mit Markus Porsche-Ludwig und Wolfgang Gieler: Afrika, Du hast es besser: Verlag Traugott Bautz, Nordhausen 2017, ISBN 978-3-95948-241-7.
- Hrsg. mit Markus Porsche-Ludwig: Große Philosophen zu Fragen der Politik und Gesellschaft des 21. Jahrhunderts, Verlag Traugott Bautz, Nordhausen 2017, ISBN 978-3-95948-279-0.
- mit Markus Porsche-Ludwig: Beiträge zur fiktionalen Geistesgeschichte, Verlag Traugott Bautz, Nordhausen 2017, ISBN 978-3-95948-316-2.
- mit Markus Porsche-Ludwig: Der geistesgeschichtliche Weg Europas und seine inhärenten Schranken, Verlag Traugott Bautz, Nordhausen 2018, ISBN 978-3-95948-338-4.
- mit Markus Porsche-Ludwig: Gott und die Welt: Verlag Traugott Bautz, Nordhausen 2018, ISBN 978-3-95948-371-1.
- mit Markus Porsche-Ludwig: Wirtschaft, Politik und Religion, Verlag Traugott Bautz, Nordhausen 2019, ISBN 978-3-95948-421-3.
- Hrsg. mit Markus Porsche-Ludwig: Die kulturellen Einigungen Europas und deren Verfallsprozesse in den letzten drei Jahrhunderten, Verlag Traugott Bautz, Nordhausen 2019, ISBN 978-3-95948-433-6
- mit Markus Porsche-Ludwig: Zwei-Reiche-Lehren: Von Augustinus bis Karl Barth, Verlag Traugott Bautz, Nordhausen 2019, ISBN 978-3-95948-447-3.
- mit Markus Porsche-Ludwig: Moral oder Politik – Politik und Moral, Verlag Traugott Bautz, Nordhausen 2020, ISBN 978-3-95948-464-0.
- mit Markus Porsche-Ludwig: Spaziergänge – politisch-literarisch, Verlag Traugott Bautz, Nordhausen 2020, ISBN 978-3-95948-466-4.
- mit Markus Porsche-Ludwig: Ist eine libertäre Außenpolitik möglich? Verlag Traugott Bautz, Nordhausen 2020, ISBN 978-3-95948-481-7.
- mit Markus Porsche-Ludwig: Internationales und nationales Recht, Verlag Traugott Bautz, Nordhausen 2021, ISBN 978-3-95948-525-8.
- mit Markus Porsche-Ludwig: Einführung in die Internationale Politik, Verlag Traugott Bautz, Nordhausen 2021, ISBN 978-3-95948-523-4.